# 單色筆甲鯰
單氏筆甲鯰（学名：Aphanotorulus unicolor），為輻鰭魚綱鯰形目甲鯰科的其中一種，為熱帶淡水魚，分布於南美洲亞馬遜河上游流域，體長可達13.9公分，棲息在底層水域，生活習性不明。
其种加词unicolor意为“单色的”。